# 116-й меридіан західної довготи
116-й меридіан західної довготи — лінія довготи, що лежить на 116 градусів західніше Гринвіцького меридіана. Вона проходить від Північного полюса через Північний Льодовитий океан, Північну Америку, Тихий океан, Південний океан та Антарктиду до Південного полюса.
116-й меридіан західної довготи формує велике коло разом із 63-тим меридіаном східної довготи.

## Список географічних об'єктів, що перетинає 116° зх. д.
Починаючи на Північному полюсі та рухаючись до Південного полюса, 116-й меридіан західної довготи проходить через:
| Координати                                                   | Країна, територія або море | Примітки                                                                                                  |
| ------------------------------------------------------------ | -------------------------- | --- |
| 90°0′ пн. ш. 116°0′ зх. д. / 90.000° пн. ш. 116.000° зх. д.  | Північний Льодовитий океан | |
| 77°27′ пн. ш. 116°0′ зх. д. / 77.450° пн. ш. 116.000° зх. д. | Канада                     | Північно-Західні території — проходить через острів Принца Патріка                                        |
| 76°39′ пн. ш. 116°0′ зх. д. / 76.650° пн. ш. 116.000° зх. д. | Протока Фіцвільяма[en]     | |
| 76°12′ пн. ш. 116°0′ зх. д. / 76.200° пн. ш. 116.000° зх. д. | Канада                     | Північно-Західні території — проходить через острів Мелвілл                                               |
| 75°1′ пн. ш. 116°0′ зх. д. / 75.017° пн. ш. 116.000° зх. д.  | Протока Мак-Клур           | |
| 73°46′ пн. ш. 116°0′ зх. д. / 73.767° пн. ш. 116.000° зх. д. | Канада                     | Північно-Західні території — проходить через острів Бенкс                                                 |
| 73°18′ пн. ш. 116°0′ зх. д. / 73.300° пн. ш. 116.000° зх. д. | Протока Принца Уельського  | |
| 73°7′ пн. ш. 116°0′ зх. д. / 73.117° пн. ш. 116.000° зх. д.  | Канада                     | Північно-Західні території — проходить через острів Вікторія                                              |
| 70°32′ пн. ш. 116°0′ зх. д. / 70.533° пн. ш. 116.000° зх. д. | Затока Принца Альберта[en] | |
| 70°14′ пн. ш. 116°0′ зх. д. / 70.233° пн. ш. 116.000° зх. д. | Канада                     | Північно-Західні території — проходить через острів Вікторія Нунавут — проходить через острів Вікторія    |
| 69°20′ пн. ш. 116°0′ зх. д. / 69.333° пн. ш. 116.000° зх. д. | Протока Долфін-енд-Юніон   | |
| 68°57′ пн. ш. 116°0′ зх. д. / 68.950° пн. ш. 116.000° зх. д. | Канада                     | Нунавут Північно-Західні території — проходить через Велике Невільниче озеро Альберта Британська Колумбія |
| 49°0′ пн. ш. 116°0′ зх. д. / 49.000° пн. ш. 116.000° зх. д.  | США                        | Монтана Айдахо Невада Каліфорнія                                                                          |
| 32°37′ пн. ш. 116°0′ зх. д. / 32.617° пн. ш. 116.000° зх. д. | Мексика                    | Нижня Каліфорнія                                                                                          |
| 30°21′ пн. ш. 116°0′ зх. д. / 30.350° пн. ш. 116.000° зх. д. | Тихий океан                | |
| 60°0′ пд. ш. 116°0′ зх. д. / 60.000° пд. ш. 116.000° зх. д.  | Південний океан            | |
| 73°51′ пд. ш. 116°0′ зх. д. / 73.850° пд. ш. 116.000° зх. д. | Антарктида                 | Проходить через Землю Мері Берд, на яку жодна країна не претендує                                         |